# Vladislav Beljakov
Vladislav Beljakov, rusko-srbski vojaški zdravnik in častnik, * 6. januar 1905, † 19. september 1968.

## Življenjepis
V Jugoslavijo je prišel v sklopu beloruske emigracije. Leta 1931 je diplomiral na beograjski Medicinski fakulteti. 
Leta 1941 se je pridružil NOVJ, naslednje leto pa KPJ. Med vojno je bil sanitetni referent Biokovskega odreda, načelnik sanitete 9. divizije in lekarnar Centralne bolnice Vrhovnega štab NOVJ. 
Po vojni je postal načelnik sanitete Jugoslovanskega vojnega letalstva in postal prvi urednik Zbornika letalske medicine. Leta 1957 je bil upokojen.

## Odlikovanja
- red partizanske zvezde
- red zaslug za ljudstvo